# 50th Pennsylvania Infantry
Le 50th Pennsylvania Volunteer Infantry est un régiment d'infanterie qui a servi dans l'armée de l'Union pendant la guerre de Sécession.

## Service
Le 50th Pennsylvania Infantry est organisé à Harrisburg, Pennsylvanie et entre en service le 1er octobre 1861 pour une période de trois ans d'enrôlement sous le commandement du colonel Benjamin C. Christ. Le régiment est d'abord armés avec des mousquets à silex modèle 1816 convertis en percussion, et en quelques mois, ils sont remplacés par fusil Lorenz calibre .54 calibre. En 1863, le 50th Pennsylvania est obligé de les remplacer par des fusils Springfield modèle 1861 à cause de problèmes logistiques (le régiment est le seul régime du IXe corps qui a besoin de munitions de calibre .54). Les soldats ne sont pas satisfaits car ils considèrent les fusils Lorenz comme une arme plus adéquate qui pèse moins lourd que le fusil Springfield.
Le régiment est affecté à la brigade de Stevens lors de l'expédition de Caroline du Sud de W. T. Sherman d'avril 1862. Il est dans le district de Beaufort en Caroline du Sud du département du Sud, jusqu'en juillet 1862. Il apparient à la première brigade de la première division du IXe corps de l'armée du Potomac, jusqu'en septembre 1862. Il est dans la deuxième brigade de la première division du IXe corps de l'armée du Potomac jusqu'en avril 1863, et de l'armée de l'Ohio jusqu'en juin 1863. Il est dans la troisième brigade de la deuxième division du IXe corps de l'armée du Tennessee jusqu'en août 1863. Il est affecté dans la deuxième brigade de la première division du IXe corps de l'armée de l'Ohio jusqu'en avril 1864. Il est dans la deuxième brigade de la troisième division du IXe corps de l'armée du Potomac jusqu'en septembre 1864. Il appartient à la deuxième brigade de la première division de l'armée du Potomac jusqu'en juillet 1865.
Le 50th Pennsylvania Infantry quitte le service le 30 juillet 1865.

## Service détaillé

### 1861
Le 50th Pennsylvania Infantry quitte la Pennsylvanie pour Washington, DC, le 2 octobre 1861, puis s'en va à Annapolis, au Maryland, le 9 octobre. Il participe à l'expédition de Port Royal de Sherman, en Caroline du Sud du 21 octobre au 7 novembre 1861. Il embarque sur le bateau à vapeur Winfield Scott et fait naufrage au large de la côte de la Caroline du Nord. Il occupe Beaufort, en Caroline du Sud le 6 décembre. 

### 1862
Le régiment est à Port Royal Ferry, sur la Coosaw River, le 1er janvier 1862. Il est en service à Port Royal Island, en Caroline du Sud, jusqu'en juillet 1862. Il est à Barnwell Island, en Caroline du Sud, le 10 février (compagnie D). Il est à Pocotaligo le 29 mai et au camp Stevens le 7 juin. Il part pour Hilton Head, en Caroline du Sud, puis pour Newport News, en Virginie, du 14 au 18 juillet, puis à Aquia Creek et Fredericksburg, en Virginie, du 3 au 6 août. Il participe aux opérations soutenant Pope du 6 au 16 août. Il participe à la campagne de Pope en Virginie septentrionale du 16 août au 2 septembre. Il est à Sulphur Springs, le 24 août. Il participe à la bataille de Groveton le 29 août et à la seconde bataille de Bull Run, le 30 août. Il prend part à la bataille de Chantilly le 1er septembre. Il participe à la campagne du Maryland du 6 au 24 septembre. Il combat lors de la bataille de South Mountain, au Maryland, le 14 septembre. Il participe à la bataille d'Antietam les 16 et 17 septembre. Il marche sur Pleasant Valley du 19 septembre au 2 octobre, et y est en service jusqu'au 25 octobre. Il part pour Falmouth, en Virginie du 25 octobre au 19 novembre. Il prend part à la bataille de Fredericksburg du 12 au 15 décembre. 

### 1863
Le régiment participe à la deuxième campagne de Burnside du 20 au 24 janvier 1863. Il est à Falmouth jusqu'au 12 février. Il part pour Newport News, du 12 au 14 février, puis au Kentucky du 21 mars au 26 mars. Il est en service à Paris, au Kentucky, jusqu'au 27 avril. Il part à Nicholasville, Lancaster, et à Stanford, du 27 au 29 avril, puis à Somerset du 6 au 8 mai, en enfin à travers le Kentucky, jusqu'à Cairo, en Illinois du 4 au 10 juin, et à Vicksburg, au Mississippi du 14 au 17 juin. Il participe au siège de Vicksburg, au Mississippi du 17 juin au 4 juillet. Il avance sur Jackson, au Mississippi, du 5 au 10 juillet. Il prend part au siège de Jackson du 10 au 17 juillet. Il reste à Milldale jusqu'au 12 août. Il part à Covington, au Kentucky, du 12 au 23 août. Il participe à la campagne de Burnside dans l'est du Tennessee d'août à octobre. Il participe à la bataille de Blue Springs, au Tennessee le 10 octobre. Il est à Clinch Mountain le 27 octobre. Il participe à la campagne de Knoxville du 4 novembre au 23 décembre. Il prend part à la bataille de Campbell's Station le 16 novembre. Au cours de la campagne de Knoxville, il participe au siège de Knoxville du 17 novembre au 5 décembre. Il prend part à la poursuite de l'armée de Longstreet vers Blain's Cross Roads du 5 au 26 décembre.

### 1864
Le régiment se rengage à Blain's Cross Roads le 1er janvier 1864. Il part pour Annapolis, au Maryland en avril 1864. Il participe à la campagne de la Rapidan du 4 mai au 12 juin. Il prend part à la bataille de la Wilderness du 5 au 7 mai et à celle de Spotsylvania du 8 au 12 mai. Il est sur la Ny River le 9 mai et à Spotsylvania Court House du 12 au 21 mai. Il participe à l'assaut sur le Saillant le 12 mai. Il prend part à la bataille de North Anna River du 23 au 26 mai, étant à Ox Ford le 24 mai. Il est sur la ligne de la Pamunkey du 26 au 28 mai. Il participe à la bataille de Totopotomoy du 28 au 31 mai. Il prend part à la bataille de Cold Harbor du 1er au 12 juin et est à la Bethesda Church du 1er au 3 juin. Il est devant Petersburg du 16 au 18 juin et participe au siège de Petersburg, du 16 juin 1864 au 2 avril 1865. Il prend part à l'explosion de la mine à Petersburg, le 30 juillet 1864. Il participe à la deuxième bataille de Weldon Railroad du 18 au 21 août. Il participe à la bataille de Poplar Springs Church ou de Peeble's Farm du 29 septembre au 2 octobre. Il effectue une reconnaissance sur Vaughan ou Squirrel Level  Road le 8 octobre. Il participe à la bataille de Boydton Plank Road, Hatcher, le 27 et 28 octobre. 

### 1865
Le régiment prend part à la bataille de fort Stedman le 25 mars 1865 et à la campagne d'Appomattox du 28 mars au 9 avril participant aux assauts contre et à la chute de Petersburg le 2 avril. Il participe à la poursuite de Lee à Burkesville du 3 au 9 avril. Il part pour City Point, puis à Washington, D.C. du 21 au 28 avril. Il défile lors de la grande revues des armées le 23 mai.

## Pertes
Le régiment perd un total de 348 hommes pendant le service ; 8 officiers et 156 soldats tués ou blessés mortellement, 4 officiers et 180 soldats sont morts de maladie.

## Commandants
- Colonel Benjamin C. Christ - promu breveté brigadier général le 1er août 1864
- Colonel William H. Telford
- Lieutenant-colonel Thomas S. Brenholtz - commande lors de la seconde bataille de Bull Run jusqu'à ce qu'il soit blessé au combat
- Commandant Edward Overton, Jr - commande lors de la seconde bataille de Bull Run après la blessure du Ltc Brenholtz ; commande lors de la bataille d'Antietam jusqu'à ce qu'il soit blessé au combat
- Commandant Samuel K. Schwenk - commande à la bataille de fort Stedman
- Capitaine William H. Diehl - commande lors de la bataille d'Antietam après la blessure du commandant Overton

## Membres notables
- Sergent Charles Brown, compagnie C - récipiendaire de la médaille d'honneur pour son action lors de la bataille de Globe Tavern